# 953 (numero)
Novecentocinquantatré (953) è il numero naturale dopo il 952 e prima del 954.

## Proprietà matematiche
- È un numero dispari.
- È un numero primo.
  - È un numero primo di Sophie Germain.
  - È un numero primo troncabile a sinistra.
  - È un numero primo di Eisenstein.
- È un numero ettagonale centrato.
- È un numero palindromo nel sistema posizionale a base 11 (797).
- È un numero omirp.
- È parte delle terne pitagoriche (615, 728, 953), (953, 454104, 454105).

## Astronomia
- 953 Painleva è un asteroide della fascia principale.
- NGC 953 è un galassia ellittica della costellazione del Triangolo.

## Astronautica
- Cosmos 953 è un satellite artificiale russo.